# Jacques d’Arthois

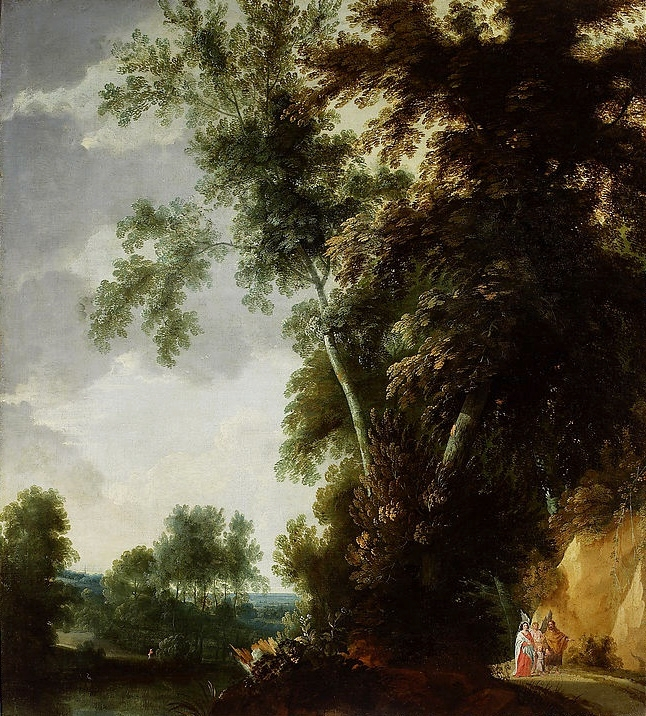
Jacques d’Arthois Pejzaż ze sceną „Powrotu z Egiptu”, Muzeum Narodowe w Warszawie

Jacques d’Arthois (ochrz. 12 października 1613 w Brukseli, zm. maj 1686 tamże) – flamandzki malarz, rysownik i kolekcjoner sztuki.

## Życiorys
Był uczniem Jana Mertensa od 1625 roku. W 1634 został mistrzem w gildii św. Łukasza. Posiadał duży warsztat, do jego  licznych uczniów należeli m.in. brat Nicolaes d’Arthois, syn Jan Baptist d’Arthois oraz Philippe van Dapels, Alexandre van Herssen i Cornelis Huysmans.
W 1636 ożenił się z Marią Sampels, z którą miał ośmioro dzieci. W chwili śmierci był właścicielem kilku domów i posiadał pokaźny zbiór obrazów, jednak jego majątek był obciążony poważnymi długami.

## Twórczość
Jacques d’Arthois malował przede wszystkim pejzaże, wykonanie niewielkich scen rodzajowych zlecał innym malarzom, jego współpracownikami byli m.in. David Teniers II, Pieter Snayers, Pieter van Avont i Caspar de Crayer. Walory dekoracyjne obrazów d’Arthois zwróciły uwagę wytwórców gobelinów w Brukseli, którzy zatrudniali artystę jako projektanta tkanin.
Liczne prace malarza znajdują się w galeriach europejskich i amerykańskich m.in. w Muzeum Historii Sztuki w Wiedniu, Królewskie Muzea Sztuk Pięknych w Brukseli, Museum of Fine Arts w Bostonie, Ermitażu w Petersburgu i Luwrze. W Muzeum Narodowym w Warszawie znajduje się przypisywany mu obraz Pejzaż ze sceną „Powrotu z Egiptu” (nr inw. 182062).